# Akofa Edjeani Asiedu
Akofa Edjeani Asiedu (sinh ngày 20 tháng 2 năm 1969) là một Ghana kỳ cựu phim nữ diễn viên, nhà sản xuất và doanh nhân. Bộ phim ngắn của cô, "Không phải con gái tôi" (một bộ phim về cắt âm vật), đã giành giải Phim ngắn hay nhất tại Giải thưởng Học viện Điện ảnh Châu Phi (AMAA) năm 2008 và "I Sing of A Well" bộ phim mà cô đóng vai chính và hợp tác cũng được sản xuất, giành được ba giải thưởng và Giải thưởng Ban giám khảo xuất sắc nhất từ Giải thưởng Học viện Điện ảnh Châu Phi năm 2010 

## Tuổi thơ và giáo dục
Akofa sinh ngày 20 tháng 2 năm 1969 tại Ghana.. Cô có bằng cử nhân nghệ thuật của Đại học Nghệ thuật biểu diễn Ghana và chứng chỉ PR, Marketing và quảng cáo của Học viện Báo chí Ghana (1995).

## Sự nghiệp
Cô bắt đầu sự nghiệp diễn xuất của mình vào năm 1987 và xuất hiện lần đầu trong loạt phim truyền hình Annette và Jagger Pee. Cô cũng đóng vai chính trong Thiên đường tối thượng vào những năm 1990.

### Sản xuất
Akofa đã sản xuất:
- I Sing of a Well - bộ phim truyền hình năm 2009 về Hoàng tử Wenambe, người trao vương quốc nhỏ Kotengbi cho Mansa Musa.[1]

## Phim được chọn
- For Better For Worse 1995
- Divine Love
- Holby City
- My Mother's Heart 1&2
- Life in Slow Motion
- Pieces of Me
- The Cursed Ones
- Children of the Mountain
- Sidechic Gang
- Lucky
- Azali
- Cant Say Mother
- Dark Spot